# Crystal City (metropolitana di Washington)
Crystal City è una stazione della metropolitana di Washington, situata sul tratto comune della linea blu e della linea gialla. Si trova ad Arlington, in Virginia, e serve l'omonimo quartiere.
È stata inaugurata il 1º luglio 1977, contestualmente all'apertura della linea blu.
La stazione è situata nei pressi di una stazione del Virginia Railway System, ed è servita da autobus dei sistemi Metrobus (anch'esso gestito dalla WMATA) e Fairfax Connector, e da autobus della Potomac and Rappahannock Transportation Commission.